# ویدین
ویدین (بلغاری: Видин، رومانیایی: Vidin, Diiu) یکی از شهرهای کشور بلغارستان است.
ویدین با جمعیت ۶۸٫۵۰۶ نفر مرکز استان ویدین است. شهر ویدین در کرانه جنوبی رودخانه دانوب و در شمال غربی بلغارستان واقع شده است.
ویدین غربی‌ترین بندری دانوبی مهم بلغارستان است.

## تاریخچه
این شهر را قوم سلت با نام دونونیا بنیاد کردند و رومی‌ها بعداً برای آن حصار و بارو کشیده و آن را بونونیا نام نهادند.
با آمدن اسلاوها شهر نام بادین و بدین بخود گرفت که نام ویدین از همین تلفظ گرفته شده.

## نگارخانه

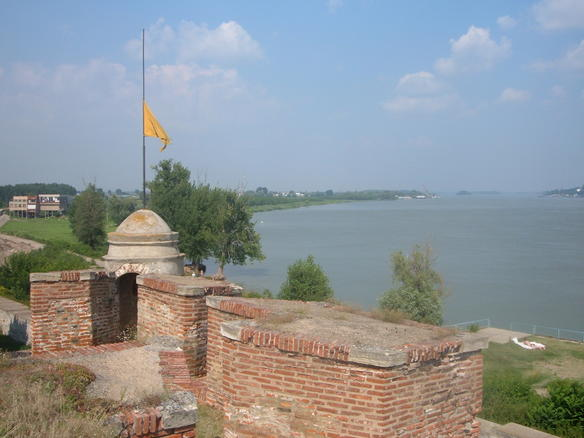
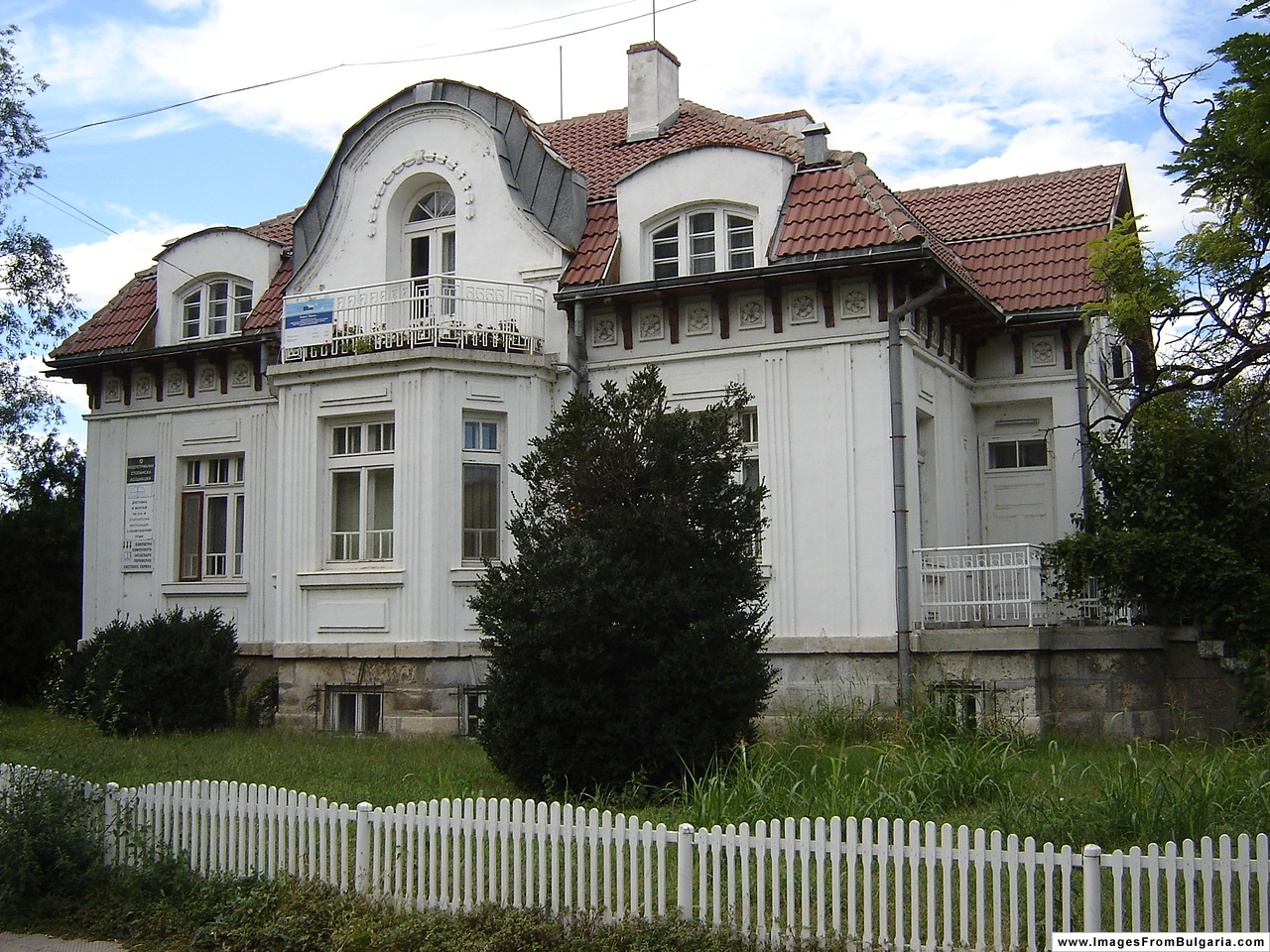
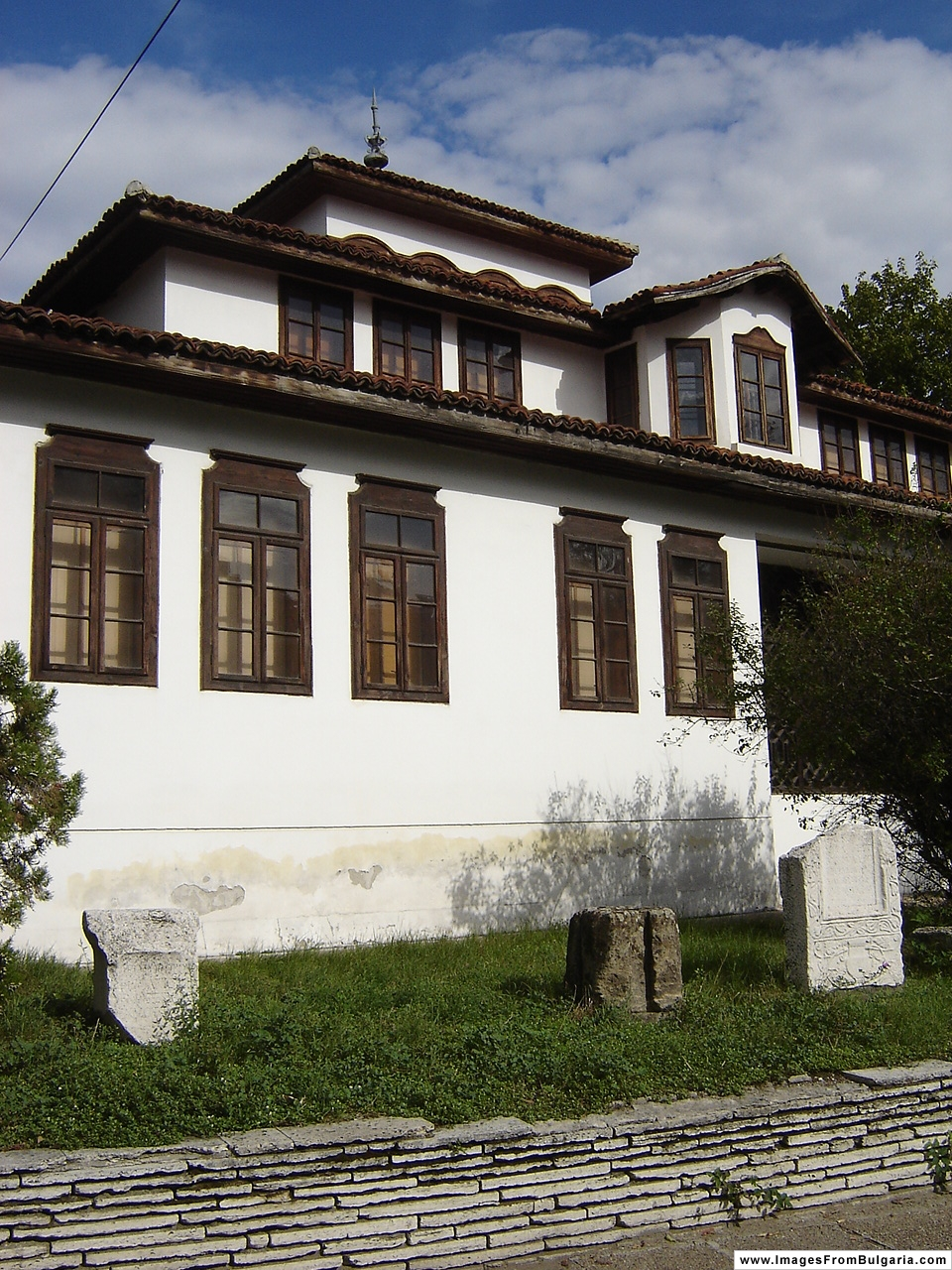
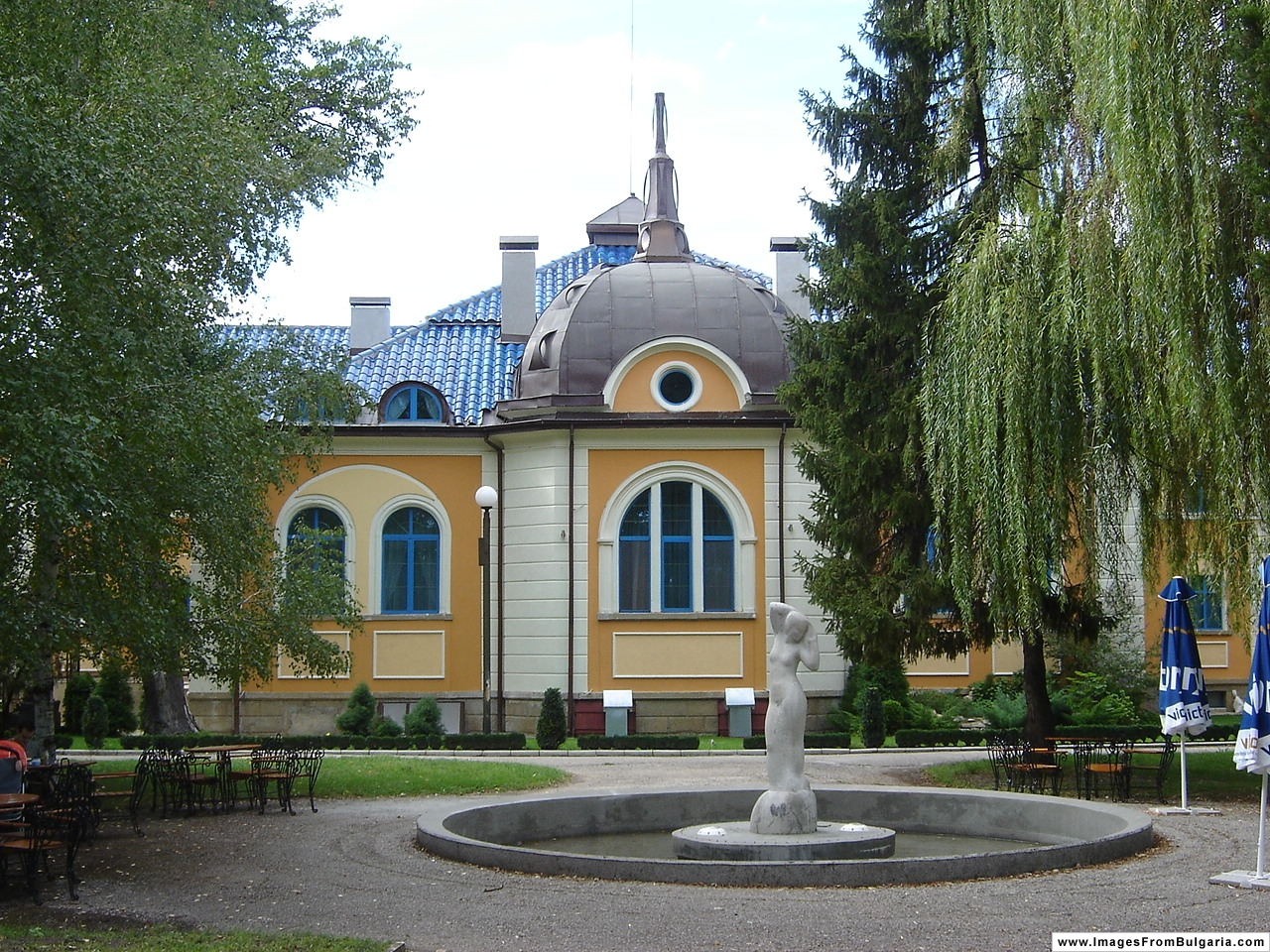
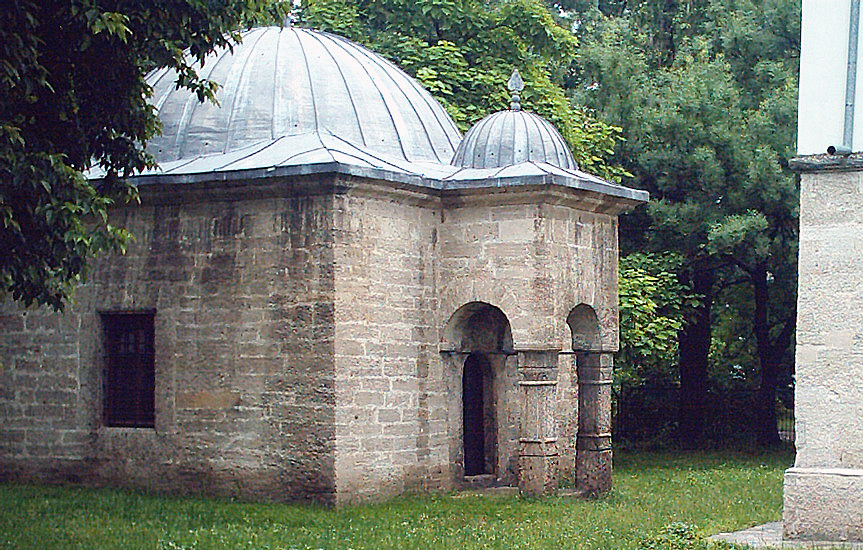
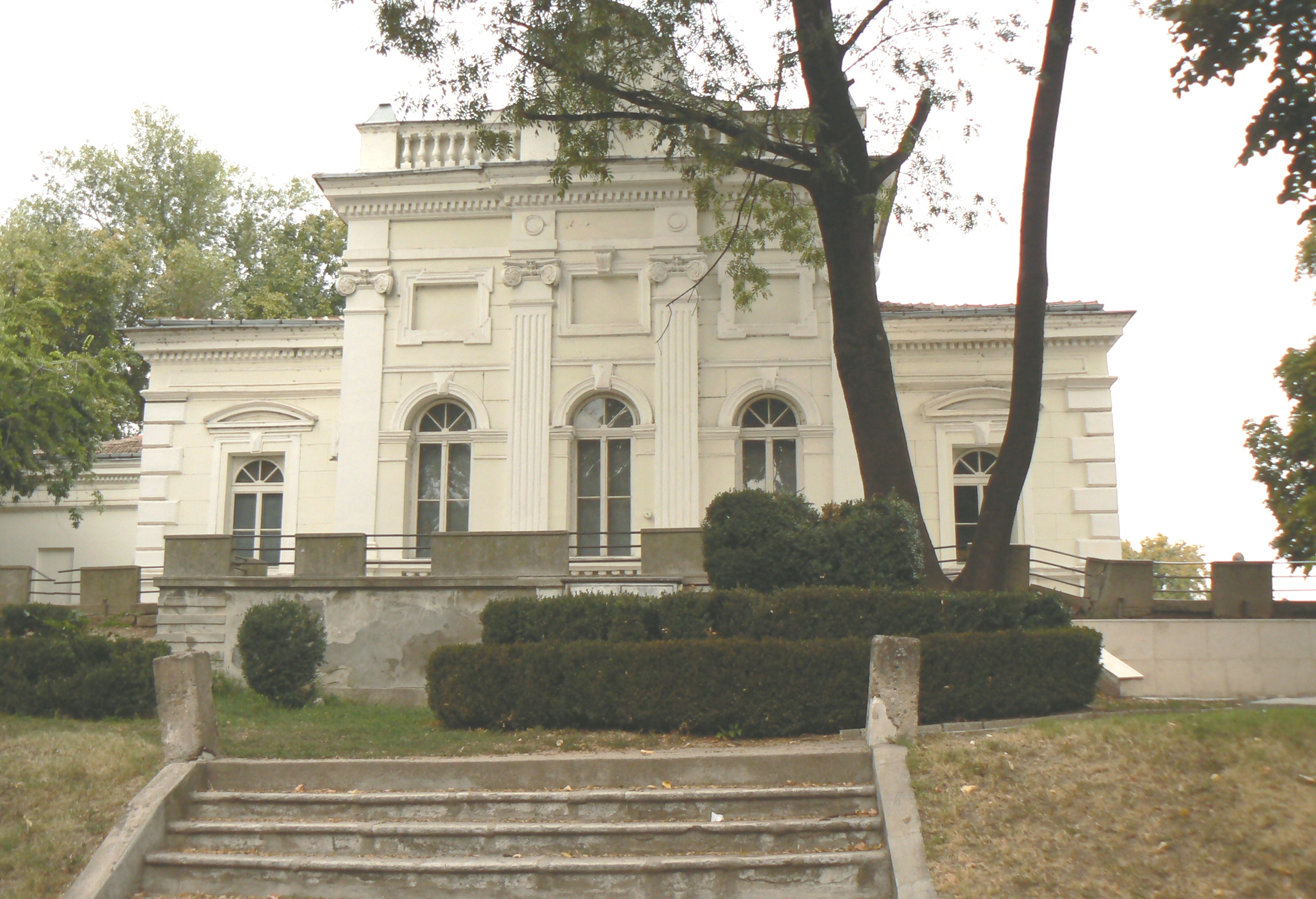
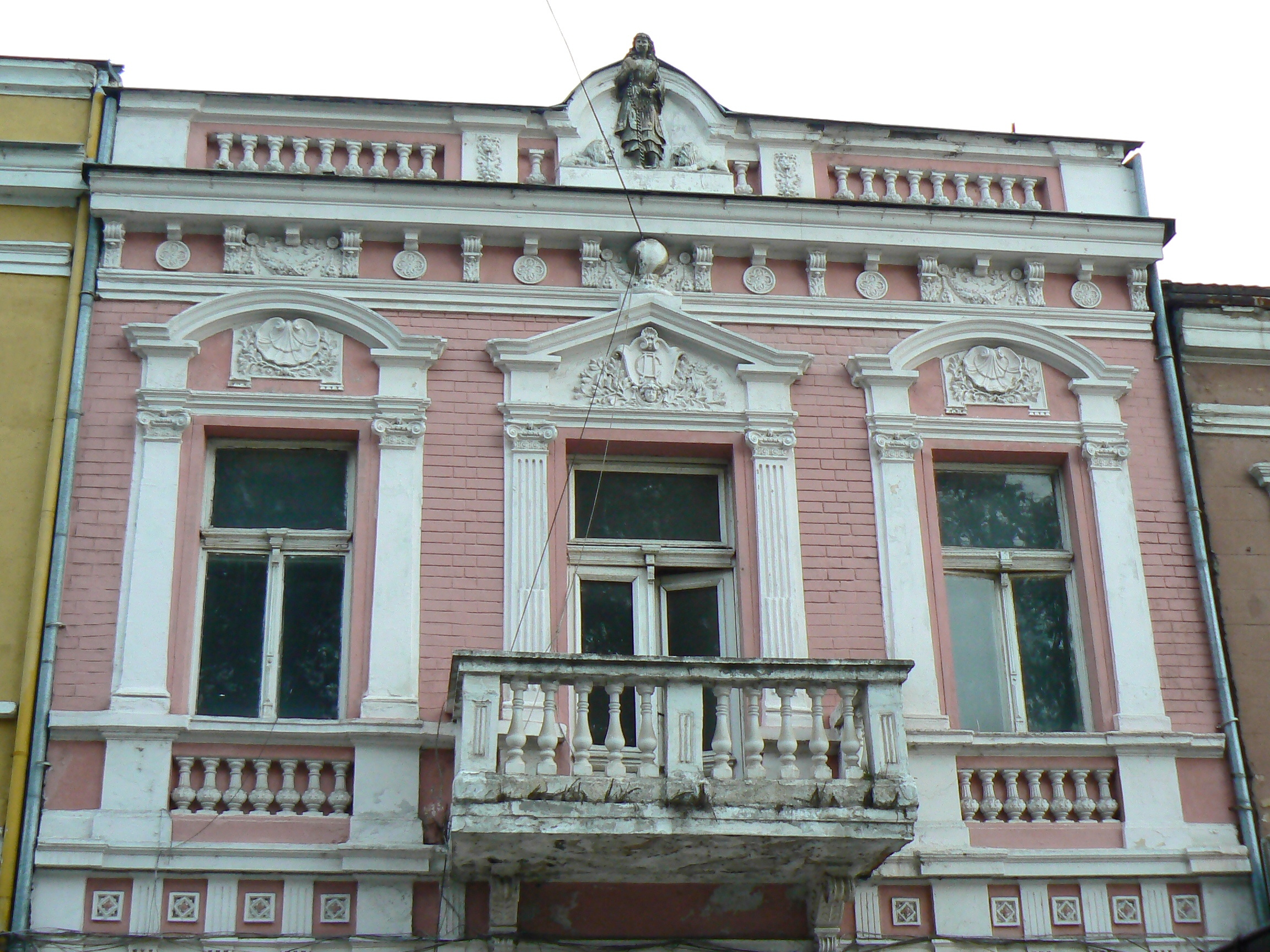
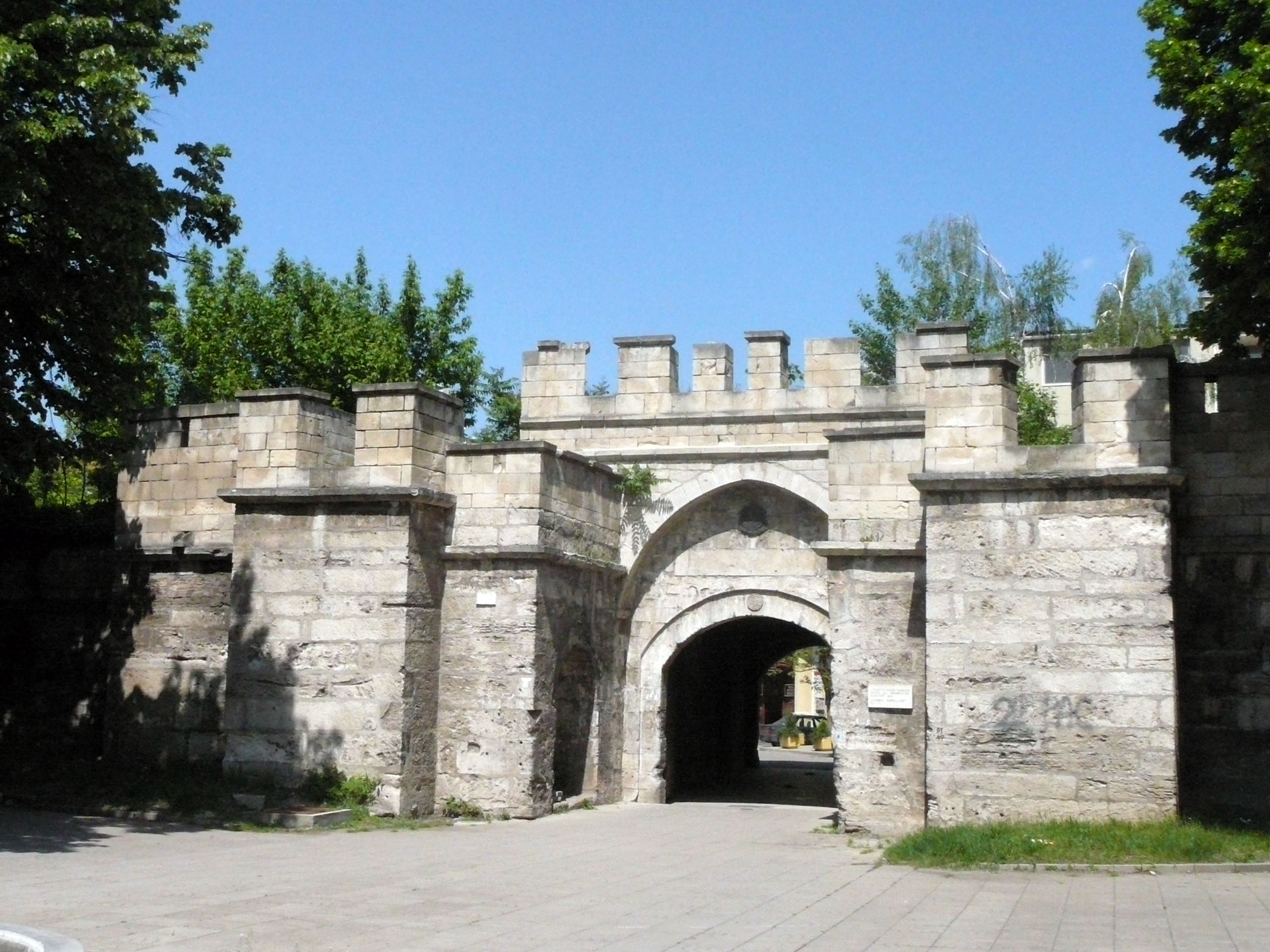